# 廉哲粹
廉 哲粹（廉哲洙、リム・チョルス、朝鮮語: 렴철수）は、朝鮮民主主義人民共和国の政治家。採取工業相、朝鮮労働党中央委員会委員候補、国家資源開発相などを歴任した。

## 経歴
出生地や生年月日は不明。就任日は不明であるが国家資源開発相に任命され、2013年4月1日に開催された最高人民会議第12期第7回会議で解任された。2017年10月7日に開催された朝鮮労働党中央委員会第7期第2回総会で党中央委員会委員候補に補選され、2018年に採取工業相に任命されていたことが分かった。2019年3月に実施された最高人民会議第14期代議員選挙で代議員に選出され、4月11日に開催された最高人民会議第14期第1回会議で採取工業相に再任された。
2021年1月5日から開催された朝鮮労働党第8次大会で行われた党中央委員候補から脱落。1月17日に開催された最高人民会議第14期第4回会議で採取工業相を解任された。

## 参考サイト
- 북한정보포털

| 先代 | 国家資源開発相不明 - 2013年 | 次代李春三 |

| 先代李学哲 | 採取工業相2018年 - 2021年 | 次代金哲洙 |